# Vindemiatrix
Vindemiatrix eller Epsilon Virginis (ε Virginis, förkortat Epsilon Vir, ε Vir) som är stjärnans Bayerbeteckning, är en stjärna belägen i norra delen av stjärnbilden Jungfrun. Den har en skenbar magnitud på +2,8, är väl synlig för blotta ögat och är den tredje ljusaste stjärnan i Jungfrun. Baserat på parallaxmätning inom Hipparcosuppdraget på ca 30 mas, beräknas den befinna sig på ett avstånd av 110 ljusår (33,6 parsek) från solen.

## Nomenklatur
Epsilon Virginis har de traditionella namnen Vindemiatrix och Vindemiator , som kommer från grekiskan översat till latinska vindēmiātrix, vindēmitor som betyder "druvskörd". Ytterligare medeltida namn är Almuredin, Alaraph, Provindemiator, Protrigetrix och Protrygetor. År 2016 organiserade Internationella astronomiska unionen en arbetsgrupp för stjärnnamn (WGSN) med uppgift att katalogisera och standardisera riktiga namn för stjärnor. WGSN:s första bulletin i juli 2016 innehöll en tabell över de första två satserna av namn fastställda av WGSN där Vindemiatrix ingår för denna stjärna.
Epsilon Virginis, tillsammans med Beta Virginis (Zavijava), Eta Virginis (Zaniah)och Delta Virginis (Auva) utgjorde Al'Awwā, inroparen.

## Egenskaper
Vindemiatrix är en gul till vit jättestjärna typ G och av spektralklass G8 III. Stjärnan har en massa som är 2,6 gånger större än solens. Den har nått ett stadium i sin utveckling där vätet i dess kärna är förbrukat och som ett resultat av detta har den expanderat till över tio gånger solens radie och utstrålar nu ca 77 gånger mer energi än solen. Denna energi avges från dess yttre atmosfär vid en effektiv temperatur av 5 086 K, vilket ger den gula färg som karakteriserar en stjärna av typ G. 
Sedan 1943 har spektrumet hos Vindemiatrix fungerat som en av de stabila referenspunkterna som andra stjärnor klassificeras efter.